# Macquarie Lighthouse

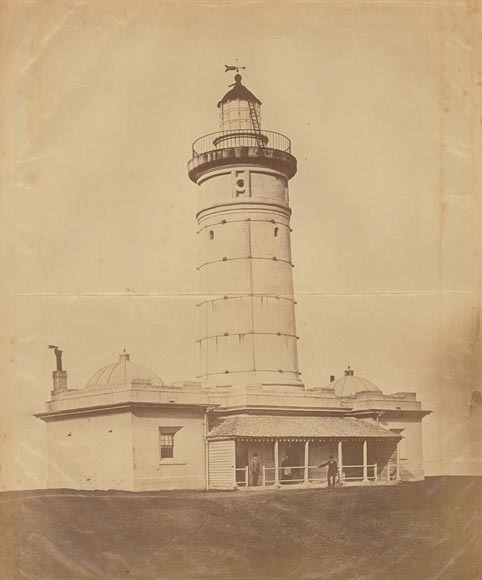
Das erste Macquarie Lighthouse aus Sandstein, das 1816–1818 gebaut wurde. Das Foto wurde 1870 von einer Vorlage von James Barnet aufgenommen.

Das 26 Meter hohe Macquarie Lighthouse war der erste und ist der am längsten arbeitende Leuchtturm Australiens. Er befindet sich am Dunbar Head bei Vaucluse, einer Vorstadt von Sydney am Eingang des Sydney Harbour. An dieser Stelle gab es seit 1791 erste Navigationshilfen für Schiffe und seit 1818 einen steinernen Leuchtturm. Der heutige Leuchtturm wurde 1883 fertiggestellt.

## Geschichte
1791, ein Jahr nach dem Erreichen der First Fleet, wurde ein Fahnenmast am heutigen Ort aufgerichtet und 1793 ein hölzernes Dreibein aufgestellt und eine Feuerstelle vorbereitet, die mit Kohle befeuert werden konnte.
1818 wurde der erste Leuchtturm aus Sandstein an der heutigen Stelle von Francis Greenway aufgebaut, einem Architekten, der wegen betrügerischem Bankrott in England zum Tode verurteilt und in die damalige Sträflingskolonie Australien transportiert worden war. Der Bau erfolgte auf Weisung des Gouverneurs Lachlan Macquarie, nach dem der Turm benannt ist. Der weiche und verwitterungsanfällige lokal anstehende Hawkesbury-Sandstein hielt nicht lange stand und der Turm wurde 1878 erneut 40 Meter vom ursprünglichen Ort aufgebaut. Der Baustil des heutigen Bauwerks ist neoklassizistisch.
1883 wurde das heutige Macquarie Lighthouse in Betrieb genommen. Es wurde von James Barnet entworfen und der heutige Turm ähnelt in seiner Form stark der ursprünglichen Vorlage; er wurde allerdings aus beständigerem Material gebaut. Eine Fresnellinse zur Lichtbündelung wurde im Jahr 1933 installiert.
Seit 1976 arbeitet das Macquarie Lighthouse vollautomatisch, der letzte Angestellte verließ den Turm im Jahr 1989. Der Leuchtturm befindet sich seit 2001 im Eigentum des Sydney Harbour Federation Trust. 2004 wurde eines der Leuchtturmwärter-Häuser zum Preis von 1,95 Millionen AUS $ angeboten.
Der Lichtanlage des Leuchtturms arbeitet heute noch und wird von der Australian Maritime Safety Authority betrieben.
Der Macquarie-Leuchtturm war jahrelang Bestandteil des Logos der Macquarie University, bis ein Vizekanzler der Universität entschied, dass die Universität ein neues Logo haben sollte. 2008 wurde der Leuchtturm wieder als ein „abstraktes, zeitloses Zeichen“ in das Logo aufgenommen.
Das Macquarie Lighthouse wurde am 2. April 1999 in einer Liste des Kulturerbes aufgenommen. Am 4. September 2008 wurde er in die Commonwealth Heritage Liste hinzugefügt.

## Galerie

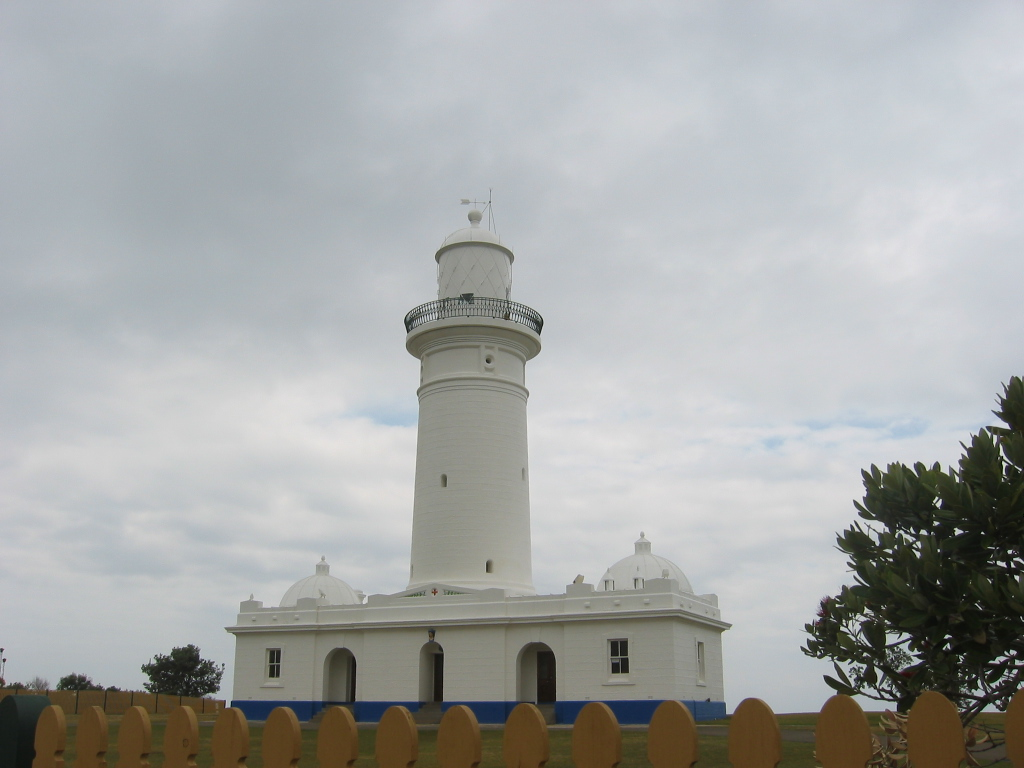
Das heutige Macquarie Lighthouse
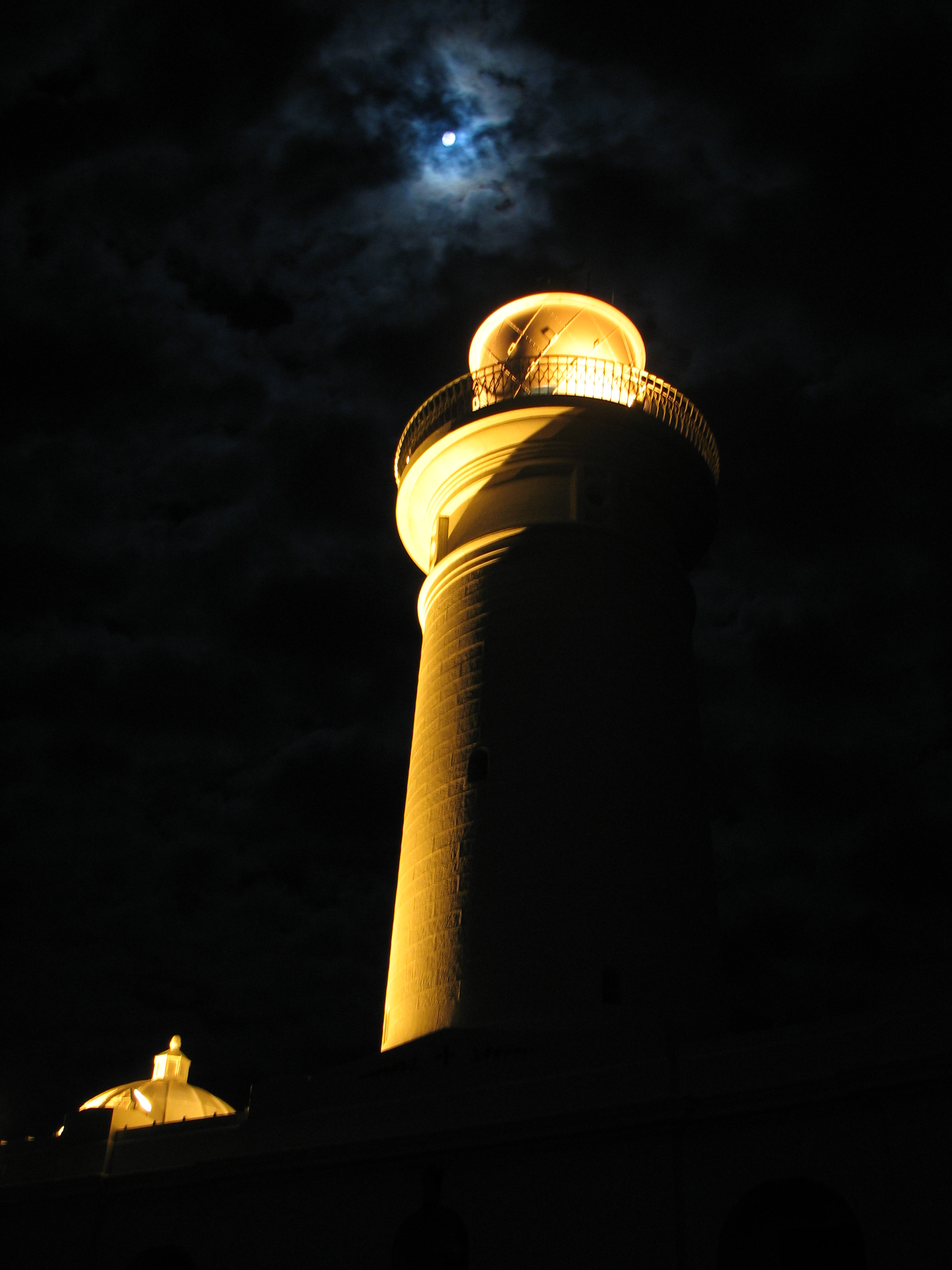
Macquarie Lighthouse bei Nacht
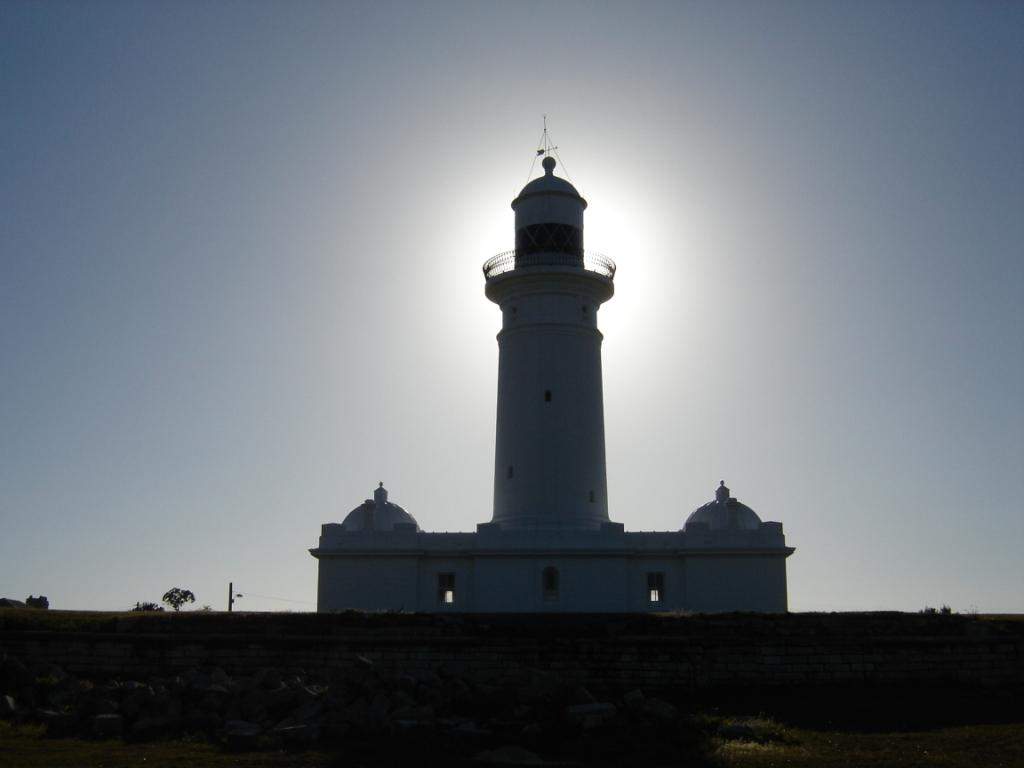
Turm-Silhouette bei Sonne im Gegenlicht
Logo der Macquarie University bis ca. 2008